# 平成幹
平 成幹（たいら の なりもと）は、平安時代後期の武将。

## 略歴
吉田清幹の子として誕生。常陸国鹿島郡鹿島郷を領し、鹿島城を居城として鹿島三郎と号し、鹿島冠者と『尊卑分脈』には記載された。鹿島郡の郡司であったとみられる。大掾成幹あるいは吉田成幹とも呼ばれる。
『尊卑分脈』は源義忠暗殺事件の真犯人を義綱の弟の義光とし、実行犯を鹿島三郎（成幹と同名、同一人物か？）とする。それによると鹿島三郎は主君・義光から源義忠の暗殺指令を受け、義忠の郎党となる。同じ義光配下の藤原季方が源義明の刀を奪い、それを使って義忠の背後より斬りつけたという。しかし義忠は即死せず、反撃を受けて鹿島三郎も負傷した。義忠は出血が激しく、後に死亡した。鹿島三郎は主君・義光へ結果を報告した。負傷していた鹿島三郎に対し、義光は兄弟である園城寺の僧侶快誉宛の書状を持たせて養生するように伝え、園城寺に向かわせる。その書状には鹿島三郎の処断が指示されており、鹿島三郎は快誉によって口封じのために生き埋めにされて殺害されたとされる。だが、この事件自体は義家死後の河内源氏内部の対立があった影響とみられるが、義光の関与を含め真相は不明である。

## 系譜
- 父：吉田清幹
- 母：不詳
- 妻：不詳
  - 長男：徳宿親幹
  - 次男：神谷戸保幹
  - 三男：鹿島政幹
  - 六男：林頼幹